# Trino Camacho
José Trinidad Camacho Orozco (Atotonilco el Alto, Jalisco, 20 de agosto de 1961) es un caricaturista e historietista mexicano, más conocido por su nombre artístico Trino. Dueño de un humor ácido y directo, sus caricaturas abarcan muy distintas temáticas, desde el chiste infantil hasta la crítica política más cruda.

## Biografía
Estudió la Licenciatura en Ciencias de la Comunicación en el Instituto Tecnológico y de Estudios Superiores de Occidente (ITESO), en Guadalajara. Formó parte de un grupo de jóvenes de dicha ciudad que publicó en la década de 1980 la revista Galimatías, y posteriormente el suplemento de humor La mamá del abulón.
Desde muy joven inició su carrera dentro de la caricatura haciendo dibujos para sus compañeros. Posteriormente realizó diferentes historietas para distintos periódicos en Guadalajara y posteriormente en la Ciudad de México, en el diario La Jornada. Actualmente publica en los diarios del Grupo Reforma sus tiras: Crónicas marcianas, Fábulas de policías y ladrones, El rey Chiquito, Pipo y don Calvino, Ruleteros y don Taquero.
En radio ha realizado proyectos desde la década de 1980 como El festín de los marranos, Gárgaras, Cucamonga, Tripas de gato, La pitaya Ye-yé y desde 2009 tiene el programa semanal La chora interminable con Jis en radio UDG y radio UNAM.
Participó con Andrés Bustamante, el Güiri-Güiri en el programa de televisión La cabina y A platicar a su casa. En 2023, igualmente al lado de Bustamante, realiza el poscast La última trinchera
También ha hecho doblajes de viejas películas para la televisión. Es el padre del doblaje de Viaje al fondo del mar. Voces de Trino, junto con Jis, Toño Urrutia, Paco Navarrete a finales de la década de 1980.[cita requerida]
Además ha ilustrado textos infantiles para varias editoriales, por ejemplo, con el Fondo de Cultura Económica, El Enmascarado de Lata (2004); Fuiste tú (2006), textos de Vivian Manzur, Por un tornillo (2009) y Todos los osos son zurdos (2010) ambos textos de Ignacio Padilla. Con Trillas, en 2006, el libro sobre prevención e información de adicciones De la ficción a la adicción, con texto H. Brocca. La Constitución Mexicana ilustrada por Trino, editorial Trilce, 2005. Con la Secretaría de Educación Pública (SEP) participó en el proyecto de Rincón de Lectura Qué te gusta más?, Sr. Don Gato, Cirilo entre otros. Además de haber ilustrado los libros de texto de la SEP de primero y quinto de primaria.

## Publicaciones
Entre sus personajes o tiras se encuentran:
- Historias desconocidas de La Independencia y la Revolución, septiembre de 2010
- El Santos contra la Tetona Mendoza, colección de diez volúmenes
- Fábulas de policías y ladrones, colección de tres volúmenes
- Crónicas marcianas, colección de cuatro volúmenes
- Pipo y don Calvino
- Don Taquero
- El rey Chiquito
- Misterios charros
- Ruleteros
- Crónicas de un dandy, en GQ México

## Premios y distinciones
- 2000 Premio Nacional de Periodismo de México[2][4]
- 2006 Premio Pagés Llergo al mejor caricaturista del año.[5]
- 2022 Inkpot Award que entrega la San Diego Comic-Con.[6]
- 2022 Premio La Catrina que se entrega en el Encuentro Internacional de Cómic e Historieta (EICH) durante la Feria Internacional del Libro de Guadalajara por su trayectoria como caricaturista. Trino Camacho es el primer caricaturista tapatío que es receptor del en la historia de este reconocimiento.[7][8]